# Maksym Djačuk
Maksym Rostyslavovyč Djačuk (in ucraino Максим Ростиславович Дячук?; Jasinja, 21 luglio 2003) è un calciatore ucraino, difensore del Lechia Danzica, in prestito dalla Dinamo Kiev.

## Caratteristiche tecniche
È un difensore centrale.

## Carriera

### Club
Formatosi nel settore giovanile della Dinamo Kiev e disputa la UEFA Youth League, prima di essere ceduto in prestito all'Oleksandrija. Nel gennaio del 2023 viene richiamato dal prestito e schierato subito titolare da Mircea Lucescu alla ripresa del campionato.

### Nazionale
Conta 8 presenze con la rappresentativa ucraina Under-17.

## Statistiche
Statistiche aggiornate al 3 giugno 2024.

### Presenze e reti nei club
| Stagione           | Squadra            | Campionato         | Campionato | Campionato | Coppe nazionali | Coppe nazionali | Coppe nazionali | Coppe continentali | Coppe continentali | Coppe continentali | Altre coppe | Altre coppe | Altre coppe | Totale | Totale | Totale |
| Stagione           | Squadra            | Comp               | Pres       | Reti       | Comp            | Pres            | Reti            | Comp               | Pres               | Reti               | Comp        | Pres        | Reti        | Pres   | Reti   |        |
| ------------------ | ------------------ | ------------------ | ---------- | ---------- | --------------- | --------------- | --------------- | ------------------ | ------------------ | ------------------ | ----------- | ----------- | ----------- | ------ | ------ | ------ |
| ago.-dic. 2022     | Oleksandrija       | PL                 | 6          | 0          |                 | -               | -               |                    | -                  | -                  |             | -           | -           | 6      | 0      |        |
| mar.-giu. 2023     | Dinamo Kiev        | PL                 | 14         | 0          |                 | -               | -               | UCL+UEL            | -                  | -                  |             | -           | -           | 14     | 0      |        |
| 2023-2024          | Dinamo Kiev        | PL                 | 19         | 1          | KU              | 0               | 0               | UEC                | 1                  | 0                  |             | -           | -           | 20     | 1      |        |
| Totale Dinamo Kiev | Totale Dinamo Kiev | Totale Dinamo Kiev | 33         | 1          |                 | 0               | 0               |                    | 1                  | 0                  |             | -           | -           | 34     | 1      |        |
| Totale carriera    | Totale carriera    | Totale carriera    | 39         | 1          |                 | 0               | 0               |                    | 1                  | 0                  |             | -           | -           | 40     | 1      |        |

## Palmarès

### Club

#### Competizioni nazionali
- Campionato ucraino: 1

Dinamo Kiev: 2024-2025